# Technotronic
Technotronic – belgijska grupa muzyczna założona w 1988 roku w Brukseli przez Joe Bogaerta (czyli Thomasa DeQuincey). Zespół wykonywał muzykę house, wykorzystywał także elementy rapu. Najbardziej znane utwory Technotronic to "Pump Up the Jam" i "Get Up! (Before the Night Is Over)". Debiutancki album grupy dotarł do 2. miejsca na brytyjskiej liście przebojów.

## Dyskografia
- 1989: Pump Up the Jam: The Album
- 1990: Trip on This: The Remixes
- 1991: Body to Body
- 1995: Recall